# Médersa Al Jassoussia
La médersa Al Jassoussia (arabe : المدرسة الجاسوسية) est l'une des médersas de la médina de Tunis.

## Étymologie
Elle tire son nom du saint Abi Abdallah Al Jassous (أبي عبدالله الجاسوس).

## Localisation
Elle est située près du mausolée de Sidi Abou El Ghaith El Kachech (سيدي أبو الغيث القشاش), le cheikh des Andalous de Tunis, dans le souk El Blat.

## Histoire
Elle est plutôt connue sous le nom de médersa Al Dassoussia puisque le mot Al Jassous, qui signifie « espion », se dit dassous en dialecte tunisois. Cette appellation apparaît en 1876 (1293 de l'hégire).
On dit qu'un prince husseinite a consacré huit boutiques, situées au souk El Azzafine, comme habous pour financer cet édifice qui enseignait le rite malikite.